# Cercotrichas
Cercotrichas és un gènere d'ocells insectívors de mida mitjana, coneguts popularment com a cuaenlairats. Anteriorment es considerava que formaven part de la família dels tords, (Turdidae), però ara se'ls tracta més sovint com a part de la família dels muscicàpids (Muscicapidae).

## Taxonomia
El gènere Cercotrichas va ser introduït el 1831 pel zoòleg alemany Friedrich Boie. L'espècie tipus va ser posteriorment designada com a Turdus erythropterus (Gmelin), que és un sinònim júnior de Turdus podobe (Müller), el cuaenlairat negre. El nom del gènere Cercotrichas prové del grec antic «kerkos» que significa “cua” i «trikhas» que significa “tord”.
Aquest gènere anteriorment incloïa espècies addicionals. Un estudi filogenètic molecular dels Muscicapidae per Min Zhao i els seus col·laboradors publicat el 2023 va trobar que el gènere Cercotrichas era parafilètic. En la reorganització per crear gèneres monofilètics, cinc espècies es van traslladar al gènere ressuscitat Tychaedon que havia estat introduït el 1917 per l'ornitòleg estatunidenc Charles Richmond.
Així doncs, segons la classificació del Congrés Ornitològic Internacional (versió 15.1, juliol 2025) aquest gènere conté cinc espècies:
- Cercotrichas paena - Cuaenlairat del Kalahari
- Cercotrichas podobe - Cuaenlairat negre
- Cercotrichas galactotes - Cuaenlairat rogenc
- Cercotrichas hartlaubi - Cuaenlairat de Hartlaub
- Cercotrichas leucosticta - Cuaenlairat selvàtic